# El Scorcho
El Scorcho è un singolo del gruppo musicale statunitense Weezer, primo estratto dal secondo album in studio Pinkerton, pubblicato nel 1996. Il videoclip riprende i membri della band in una vecchia sala da ballo a Los Angeles (come viene rivelato nel DVD della band, Weezer - Video Capture Device: Treasures from the Vault 1991-2002), circondati da diverse luci, che lampeggiano a tempo di musica. Il nome, probabilmente, fa riferimento ad un tipo di salsa piccante messicana, chiamata "Del Scorcho."
La canzone ebbe scarso successo; molte stazioni radio si rifiutarono di trasmettere la canzone, e il video della canzone su MTV. Venne infatti considerato come la causa per l'iniziale fallimento dell'album.
La canzone è disponibile all'interno del videogioco musicale Rock Band.

## Tracce
1. El Scorcho 4:06 (Cuomo)
2. You Gave Your Love to Me Softly 1:57 (Cuomo)
3. Devotion 3:11 (Cuomo)

## Formazione
- Rivers Cuomo - voce, chitarra
- Brian Bell - chitarra
- Matt Sharp - basso
- Patrick Wilson - batteria